# Koperbuikpluimbroekje
Het koperbuikpluimbroekje (Eriocnemis cupreoventris) is een vogel uit de familie Trochilidae (kolibries). De soort komt hoog in het noordelijk deel van de Andes voor in Colombia en noordwestelijk Venezuela. De pootjes van deze kolibrie zijn voorzien van witte donsveertjes, vandaar de naam.

## Kenmerken
Deze kolibrie is 9 tot 10 cm lang en weegt gemiddeld 5,6 g. De vogel is glanzend groen van boven, geleidelijk naar de staart toe overgaand in glanzend blauwgroen op de staart. Kenmerkend voor deze soort is een goud- tot koperkleurig gekleurde buikvlek. Bij de mannetjes zijn deze kleuren meer uitgesproken dan bij het vrouwtje; zij heeft grijze stippels op de keel en heeft een minder glanzend verenkleed.

## Verspreiding en leefgebied
Deze soort komt voor in Colombia en noordwestelijk Venezuela. Het leefgebied is montaan bos en nevelwoud op 2000 tot 3000 m boven de zeespiegel. De vogel heeft een voorkeur voor de meer open stukken, zoals bosranden en overgangszones met struikgewas.

## Status
Het koperbuikpluimbroekje heeft een klein verspreidingsgebied en daardoor is de kans op uitsterven aanwezig. De grootte van de populatie is niet gekwantificeerd. Het leefgebied, vooral in Colombia, wordt bedreigd door ontbossing waarbij natuurlijk bos en struikgewas plaats moet maken voor intensieve landbouw. Om deze redenen staat deze soort als gevoelig op de Rode Lijst van de IUCN.